# ATP World Tour Finals 2009 - Doppio
Il doppio  dell'ATP World Tour Finals 2009 è stato un torneo di tennis facente parte dell'ATP World Tour 2009.
Daniel Nestor e Nenad Zimonjić erano i campioni uscenti, ma sono stati eliminati nel round robin.

Bob Bryan e Mike Bryan hanno battuto in finale Maks Mirny e Andy Ram con il punteggio di 7–6(5), 6–3.

## Teste di serie
1. Daniel Nestor /  Nenad Zimonjić (round robin)
2. Bob Bryan /  Mike Bryan  (Vincitori)
3. Mahesh Bhupathi /  Mark Knowles (semifinale)
4. Lukáš Dlouhý /  Leander Paes (round robin)

1. František Čermák /  Michal Mertiňák (semifinale)
2. Łukasz Kubot /  Oliver Marach (round robin)
3. Maks Mirny /  Andy Ram (finale)
4. Mariusz Fyrstenberg /  Marcin Matkowski (round robin)

## Tabellone

### Legenda
| - Q = Qualificato - WC = Wild card - LL = Lucky loser | - ALT = Alternate - SE = Special Exempt - PR = Protected Ranking | - w/o = Walkover - r = Ritirato - d = Squalificato |

### Fase finale
|  | Semifinali | Semifinali                       | Semifinali                       | Semifinali | Semifinali |  |  | Finale | Finale               | Finale               | Finale | Finale |  |
|  |            |                                  |                                  |            |            |  |  |        |                      |                      |        |        |  |
|  | 3          | Mahesh Bhupathi Mark Knowles     | Mahesh Bhupathi Mark Knowles     | 4          | 4          |  |  |        |                      |                      |        |        |  |
|  | 2          | Bob Bryan Mike Bryan             | Bob Bryan Mike Bryan             | 6          | 6          |  |  | 2      | Bob Bryan Mike Bryan | Bob Bryan Mike Bryan | 7      | 6      |  |
|  | 7          | Maks Mirny Andy Ram              | Maks Mirny Andy Ram              | 6          | 7          |  |  | 7      | Maks Mirny Andy Ram  | Maks Mirny Andy Ram  | 65     | 3      |  |
|  | 5          | František Čermák Michal Mertiňák | František Čermák Michal Mertiňák | 4          | 64         |  |  |        |                      |                      |        |        |  |

### Gruppo A
|   |                                      | Nestor Zimonjić | Bhupathi Knowles | Čermák Mertiňák | Fyrstenberg Matkowski | RR W–L | Set W–L | Game W–L | Classifica |
| 1 | Daniel Nestor Nenad Zimonjić         |                 | 6–4, 7–6(9)      | 3–6, 4–6        | 4–6, 4–6              | 1–2    | 2–4     | 28–34    | 4          |
| 3 | Mahesh Bhupathi Mark Knowles         | 4–6, 6(9)–7     |                  | 6–3, 6–3        | 3–6, 6–3, [10–7]      | 2–1    | 4–3     | 32–28    | 1          |
| 5 | František Čermák Michal Mertiňák     | 6–3, 6–4        | 3–6, 3–6         |                 | 6–4, 6–4              | 2–1    | 4–2     | 30–27    | 2          |
| 8 | Mariusz Fyrstenberg Marcin Matkowski | 6–4, 6–4        | 6–3, 3–6, [7–10] | 4–6, 4–6        |                       | 1–2    | 3–4     | 29–30    | 3          |

### Gruppo B
|   |                            | Bryan    | Dlouhý Paes | Kubot Marach      | Mirny Ram         | RR W–L | Set W–L | Game W–L | Classifica |
| 2 | Bob Bryan Mike Bryan       |          | 6–3, 6–4    | 6–3, 6–4          | 4–6, 4–6          | 2–1    | 4–2     | 32–26    | 2          |
| 4 | Lukáš Dlouhý Leander Paes  | 3–6, 4–6 |             | 4–6, 6(3)–7       | 6(1)–7, 4–6       | 0–3    | 0–6     | 27–38    | 4          |
| 6 | Łukasz Kubot Oliver Marach | 3–6, 4–6 | 6–4, 7–6(3) |                   | 4–6, 6–4, [16–14] | 2–1    | 4–3     | 31–32    | 3          |
| 7 | Maks Mirny Andy Ram        | 6–4, 6–4 | 7–6(1), 6–4 | 6–4, 4–6, [14–16] |                   | 2–1    | 5–2     | 35–29    | 1          |